# سوزان اولیور
سوزان اولیور (انگلیسی: Susan Oliver؛ ۱۳ فوریهٔ ۱۹۳۲ – ۱۰ مهٔ ۱۹۹۰) یک هنرپیشه، و کارگردان اهل ایالات متحده آمریکا بود.

## بخشی از فیلمشناسی
از فیلم‌ها یا برنامه‌های تلویزیونی که وی در آن نقش داشته‌است می‌توان به آثار زیر اشاره کرد.
- سوءظن (مجموعه تلویزیونی) (۱۹۵۸)
- باترفیلد ۸ (۱۹۶۰)
- تسخیرناپذیران (۱۹۵۹) (۱۹۶۰)
- بونانزا (۱۹۶۰)
- منطقه نیمه‌روشن (۱۹۶۰)
- آلفرد هیچکاک تقدیم می‌کند (۱۹۶۲)
- فراری (مجموعه تلویزیونی) (۱۹۶۳)
- تفنگ‌های دیابلو (۱۹۶۴)
- خدمتکار نامرتب (۱۹۶۴)
- اندی گریفیت شو (۱۹۶۴)
- یاغی‌ها (۱۹۶۴)
- ویرجینیایی (۱۹۶۵)
- گومر پایل، یو.اس.ام.سی. (۱۹۶۶)
- پیتون پلیس (مجموعه تلویزیونی) (۱۹۶۶)
- تارزان (مجموعه تلویزیونی ۱۹۶۶) (۱۹۶۷)
- غرب وحشی وحشی (مجموعه تلویزیونی) (۱۹۶۷)
- ویرجینیایی (۱۹۶۸)
- مانیتورها (فیلم) (۱۹۶۹)
- نایت گالری (۱۹۷۲)
- دود اسلحه (۱۹۷۲)
- کنن (۱۹۷۳)
- خیابان‌های سان‌فرانسیسکو (۱۹۷۷)
- خانه ما (مجموعه تلویزیونی ۱۹۸۶) (۱۹۸۸)